# مستشفى الملك فيصل التخصصي (جدة)
مستشفى الملك فيصل التخصصي بجدة (KFSH&RC - J) - هو واحد من المستشفيات الثلاثة التابعة لمؤسسة مستشفى الملك فيصل التخصصي ومركز الأبحاث.
تم بناء هذا المرفق كمستشفى خاص في عام 1990م وكان اسمه مستشفى السلامة، ثم تم شراؤه من قبل الحكومة السعودية ليكون مستشفى الملك فيصل التخصصي في جدة. بدأ المستشفى بتقديم خدماته في مارس 2000م ويقدم الرعاية على مدار 24 ساعة في حالات الطوارئ، والجراحة إقامة قصيرة، طب العيون، طب الأسنان، العلوم العصبية والأورام الطبية، والخدمات القلب والأوعية الدموية.
يحمل المستشفى اعتماد (JCI) حالة اللجنة الدولية المشتركة.
في 21 ديسمبر 2021م صدر أمر ملكي يقضي بتحويل المؤسسة العامة لمستشفى الملك فيصل التخصصي ومركز الأبحاث إلى مؤسسة مستقلة ذات طبيعة خاصة غير هادفة للربح ومملوكة للحكومة، باسم (مستشفى الملك فيصل التخصصي ومركز الأبحاث).

## الموقع
يقع مستشفى الملك فيصل التخصصي بجدة بحي الروضة في الشمال الأوسط لمدينة جدة، وهي مدينة يسكنها حوالي 4 ملايين نسمة، والواقعة على ساحل البحر الأحمر.
اعتبارا من ربيع عام 2012، ويضم المستشفى 320 سريرا، بالإضافة إلى ما يقرب من 80 أسرة DMU.

## إدارة الجودة الشاملة
يعتمد مستشفى الملك فيصل التخصصي بجدة ويحركها فلسفة إدارة الجودة العملاء. تنسق إدارة الجودة جهود الجودة وتحسين الأداء في المؤسسة. وفي محاولة أخرى لتلبية معايير الجودة الرعاية الصحية الدولية، وقد التزمت المستشفى لعملية الاعتماد من خلال اللجنة المشتركة للاعتماد الدولي (JCIA). إدارة الجودة هي تنسيق جهود KFSH لتلبية المعايير 11 من الحرص على أن JCIA التي أنشئت لتلبية الرعاية الصحية الجيدة.

## توسعة مستشفى الملك فيصل التخصصي بجدة
مساحة المستشفى الجديد تزيد على مليوني متر مربع في محيط مطار الملك عبد العزيز الدولي، وتشمل بناء مركز للأبحاث والشؤون الأكاديمية من 24 طابق ومبنيين من 15 و18 طابقا لإستيعاب المرضى. وستضم هذه الأبنية ويضم مستشفى بسعة 650 سريرا كمرحلة أولى منها 150 سريرا للعناية المركزة، 30 غرفة عمليات كبيرة، 16 غرفة عمليات صغيرة، 90 سريرا لجراحة اليوم الواحد، 50 محطة غسيل كلوي منها 32 للمرضى المنومين. وتشمل عيادات منها عيادة لأمراض القلب، وعيادة لأمراض الأعصاب بالإضافة إلى مرافق لمعالجة حالات الطوارئ. إلى جانب ذلك تشمل التوسعة على بناء مركز للأورام ومبناً لدعم المرافق الطبية على مساحة 25 ألف قدم مربع لكل منهما، وموقفاً يسع لأكثر من ألف سيارة. وقد فازت مجموعة بن لادن السعودية بعقد توسعة مستشفى الملك فيصل التخصصي ومركز الأبحاث بجدة، بقيمة تقدر بـ 1.77 مليار ريال.